# The Bell Curve
The Bell Curve: Intelligence and Class Structure in American Life (in italiano: "la curva a campana") è un saggio statunitense sullo studio dell'intelligenza nella popolazione statunitense.

Una tipica curva (detta "gaussiana") di distribuzione del quoziente intellettivo in una popolazione.

## Descrizione

### Denominazione
Il titolo del libro nasce dal fatto che nella copertina dell'edizione originale era rappresentata una curva di Gauss che rappresenta la distribuzione del quoziente d'intelligenza (o QI) in una popolazione umana (a forma di campana appunto, da cui il nome inglese "bell").

### Contenuto
Il saggio fu scritto dal politologo conservatore Charles Murray e dallo psicologo Richard Hernstein per tentare di spiegare come la variazione dell'intelligenza nella società statunitense possa essere un fattore sociale più significativo per lo sviluppo e il successo di una persona, giungendo a delle conclusioni pessimistiche circa la sua evoluzione e proponendo alcune possibili soluzioni per porvi rimedio.
Gli autori sono giunti alla conclusione che l'intelligenza umana e la sua distribuzione sarebbe stata influenzata nel corso della storia degli Stati Uniti sia da fattori endogeni (ovvero ereditati, tipo l'appartenenza a una determinata etnia, a un certo status sociale, etc.) che esogeni (o "ambientali"). Dopo un'illustrazione dettagliata di alcuni dati di distribuzione della popolazione statunitense in base al QI in diversi casi e fenomeni sociali (persone sposate entro i 30 anni, disoccupate per più di un mese all'anno, aver divorziato entro i primi 5 anni, avere dei figli con QI molto basso, vita in povertà, esser stati in prigione, dispersione scolastica, etc.) usando i dati del National Longitudinal Surveys del Dipartimento del lavoro, essi giungono alla conclusione che il QI sia un fattore più discriminante e determinante per il successo di una persona nella vita, e che nella società americana sia andata creandosi una stratificazione sempre più evidente basata sulle "abilità cognitive": da una parte vi sarebbe un'élite composta da persone molto intelligenti e sempre più isolata, mentre vi sarebbe poi un'enorme "sottoclasse" (come denominata dagli autori stessi) di gente emarginata poiché dotata di poca intelligenza. La conclusione degli autori è che si debba eliminare quasi tutto il welfare e la previdenza sociale ai meno abbienti e, al massimo, aiutare un po' solo i più intelligenti. Gli autori si spingono anche ad affermare che l'etnia afroamericana sarebbe meno intelligente rispetto ai bianchi e, quindi, destinata a rimanere emarginata e povera.
Gli autori giungono così alla conclusione che il QI di origine genetica sia in declino (spiegato dagli autori col fatto che i più intelligenti farebbero meno figli, vivrebbero più a lungo e che l'immigrazione di massa verso gli Stati Uniti sia composta da persone poco intelligenti), che sia inutile aiutare la "sottoclasse" emarginata, poiché non dotata dei mezzi per poter rimanere competitiva (in particolare essi consigliano di non aiutare le donne poco intelligenti, perché produrrebbero figli anch'essi poco intelligenti). Gli autori mettono anche in guardia contro la possibilità dell'avvento del totalitarismo in futuro da parte della classe dominante.

## Critica
Il saggio fu un grande caso mediatico, uno dei maggiori degli anni '90 (nei primi 4 mesi vendette già oltre un milione di copie). Le prime recensioni furono pubblicate solo dopo qualche tempo per il fatto che la stampa non aveva ricevuto delle copie in anticipo per poter fare un'adeguata peer review, nonostante gli autori sostenessero che si trattasse di un saggio "accademico".
Le numerose critiche portarono alla pubblicazione del The Bell Curve Debate appena un anno dopo. Il saggio venne citato molto di frequente nel dibattito sull'utilità dei test per misurare il quoziente intellettivo. Critiche sono state rivolte agli autori riguardo alla stereotipazione e semplificazione del concetto di intelligenza (ridotta alla rappresentazione di un singolo numero-indice, il quoziente intellettivo), all'idea che il quoziente stesso fosse per la maggior parte frutto di ereditarietà genetica (in particolare da parte di Noam Chomsky), all'uso dei test Armed Services Vocational Aptitude Battery (ASVAB) come base per molte affermazioni e altro ancora.
L'attenzione mediatica generata dal saggio fu tale che persino l'American Psychological Association e varie autorità federali si mossero per pubblicare dei saggi in risposta, come l'Intelligence: Knowns and Unknowns del 1995.
Non mancò anche qualche tiepida critica positiva al libro, comunque da critici estranei alla comunità scientifica, per aver infranto alcuni presunti tabù su vari argomenti e dato il via a importanti discussioni accademiche.
Il saggio fu pubblicato durante i mesi della rivoluzione Repubblicana delle elezioni di midterm del 1994, facendo generare preoccupazioni sulla nuova classe dirigente che si andava formando.
Negli ultimi anni il saggio sta conoscendo una rinnovata popolarità non desiderata, scatenando nuovi dibattiti nelle comunità accademiche.